# Giorgos Armenis
Giorgos Armenis, grekisk skådespelare född 18 oktober 1943 i Klimatia, Ioannina, Grekland.

## Roller
- (2004) - Tårarnas äng
- (1999) - America
- (1998) - Ola Ine Dromos
- (1998) - I Arithmimenoi
- (1995) - To Trito Stefani TV-serie